# Yaginumaella originalis
Yaginumaella originalis är en spindelart som beskrevs av Zabka 1981. Yaginumaella originalis ingår i släktet Yaginumaella och familjen hoppspindlar. Inga underarter finns listade i Catalogue of Life.